# Ruiterstandbeeld van Vercingetorix

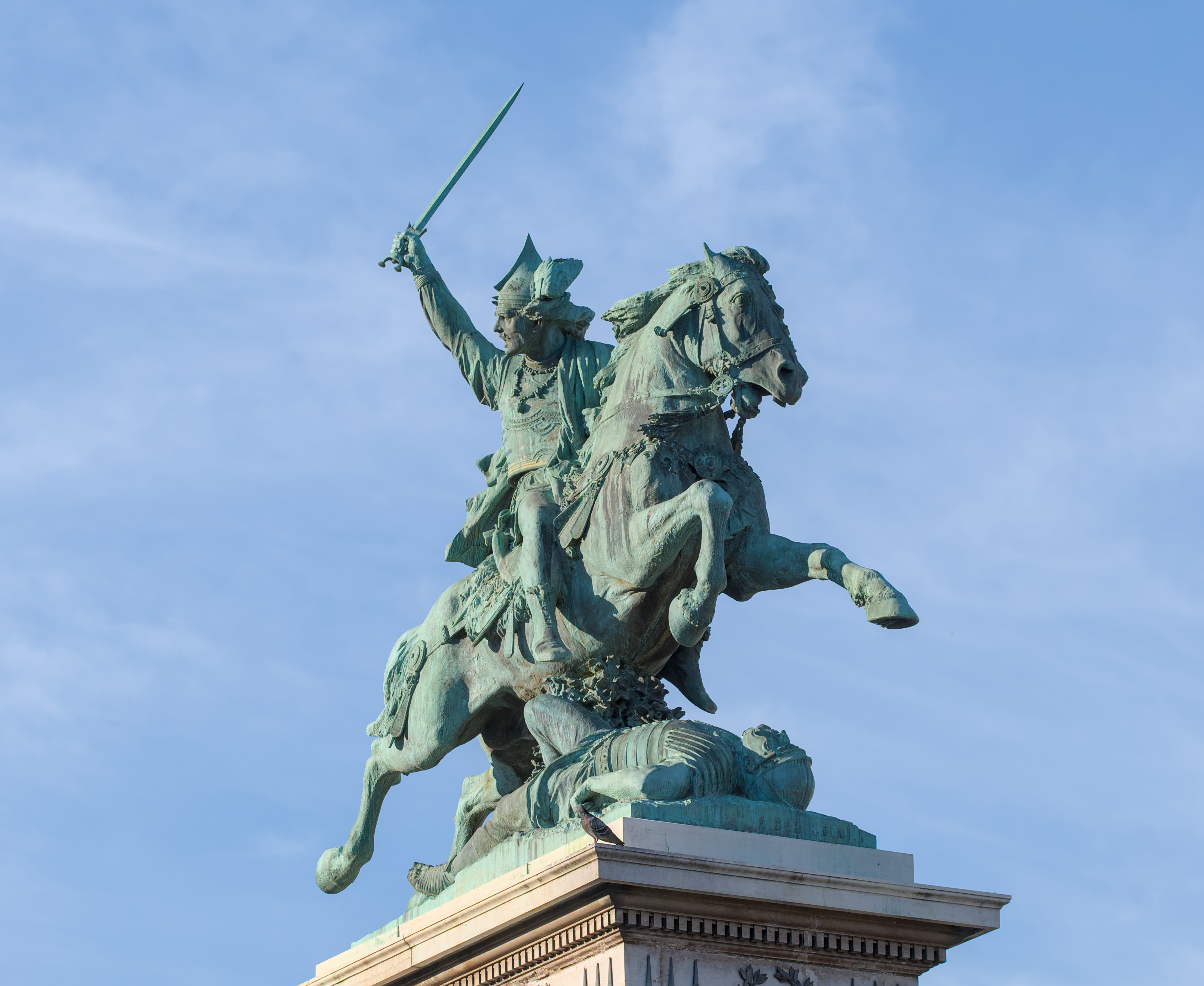
Bronzen beeld (voorzijde)

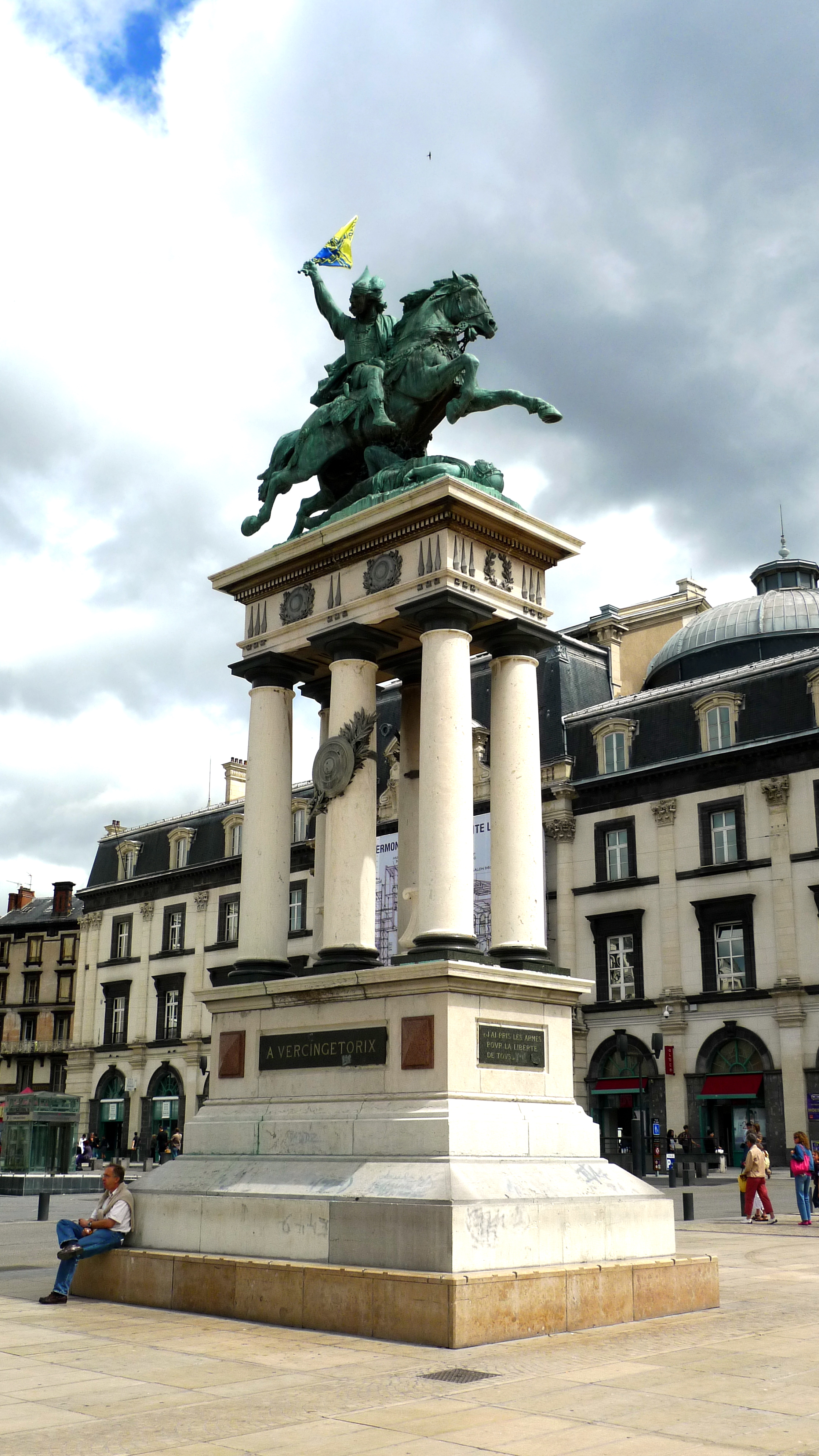
Monument op de Place de Jaude

Het ruiterstandbeeld van Vercingetorix is een historisch monument in de Franse stad Clermont-Ferrand. Het bronzen standbeeld op een hoge sokkel stelt de Gallische leider Vercingetorix voor en is een werk van beeldhouwer Frédéric-Auguste Bartholdi. Het is een embleem van de stad.

## Beschrijving
Het monument is meer dan dertien meter hoog en staat op het plein Place de Jaude, tegenover een standbeeld van generaal Louis-Charles-Antoine Desaix. Het bronzen beeld is zes meter hoog en 4,7 meter lang en weegt ongeveer 5000 kilogram. Het beeld staat op een sokkel van 7,42 meter hoog die onder andere bestaat uit zes pilaren.
Het beeld stelt Vercingetorix voor die een zwaard in de lucht heft, gezeten op een paard. Onder het paard ligt een verslagen Romeinse soldaat. Om een illusie van beweging te creëren, beelde Bartholdi het paard af in een houding tussen galop en een sprong. Voor de kledij van Vercingetrorix en de uitrusting van het paard liet hij zich inspireren door objecten in het Musée des Antiquités Nationales (Saint-Germain-en-Laye). Hierbij combineerde hij elementen uit verschillende tijdvakken: het zwaard komt uit de IJzertijd en de tuigage uit de Gallo-Romeinse periode. De gevleugelde helm berust niet op historische bronnen maar is een element uit de collectieve voorstelling.

## Geschiedenis
Het idee voor een standbeeld ter ere van Vercingetorix werd voor het eerst geopperd in 1843 door journalist Amédée Thierry, die een driedelig werk over de geschiedenis van de Galliërs had geschreven. Het paste in de tijdsgeest waarin Frankrijk op zoek was naar nationale helden. Onder het Tweede Franse Keizerrijk vonden ook opgravingen plaats op het plateau van Gergovia, de plaats waar Vercingetorix het Romeinse leger van Julius Caesar had afgehouden.
In 1869 werd er in Clermont-Ferrand een commissie opgericht met het oog op het oprichten van een standbeeld. Er was toen nog niet beslist waar het standbeeld moest komen: in Clermont-Ferrand of in Gergovia. Bartholdi maakte een eerste ontwerp dat echter werd afgewezen. Deze eerste versie werd tentoongesteld op de Parijse salon van 1870. Door de Frans-Duitse Oorlog (1870-1871) raakte het project in het slop. Pas in 1885 werd er een nieuwe commissie opgericht, voorgezeten door Emmanuel des Essarts, professor aan de universiteit van Clermont-Ferrand. Bartholdi maakte een model uit gips dat in 1891 klaar was en een eerste keer werd tentoongesteld. Voor de kosten van het gieten van een brons werd nationaal een geldinzameling gehouden onder het publiek. In 1899 werd het definitieve gipsen model goedgekeurd en het jaar erop werd het brons gegoten bij de firma Jabœuf in Parijs. Bartholdi  ontving een gage van 35.000 francs.
Tegen dan was er al gekozen voor Clermont-Ferrand als bestemming voor het standbeeld. Het plateau van Gergovia was te moeilijk bereikbaar voor een groot bronzen beeld van 5000 kilogram. In 1900 werd daar een monument naar ontwerp van architect Teillard onthuld.
Het ruiterstandbeeld van Vercingetorix werd in januari 1902 per vrachtwagen vervoerd van Parijs naar Clermont-Ferrand. Dit gebeurde op een vrachtwagen van De Dion-Bouton, die om publiciteitsredenen gratis ter beschikking werd gesteld door de constructeur. De rit van meer dan vierhonderd kilometer gebeurde aan een maximumsnelheid van twaalf kilometer per uur. Op 19 januari kwam het transport aan in Clermont-Ferrand. Omdat de sokkel, te bekostigen door het stadsbestuur, nog niet klaar was, werd het standbeeld tijdelijk geplaatst op het binnenplein van het Palais des facultés, een universiteitsgebouw. Ondertussen werd een levensgrote maquette van het monument beurtelings geplaatst op verschillende pleinen in de stad om de bevolking mee te laten kiezen over de uiteindelijke bestemming. Dit werd de Place de Jaude.
De inhuldiging vond plaats in het weekeinde van 10 en 11 oktober 1903. Eregasten waren eerste minister Émile Combes en ministers Louis André en Léon Mougeot. Er waren 4.000 genodigden en voor de vele bezoekers werd een kazerne opengesteld als slaapplaats. De voorbereidingen gebeurden in een gespannen sfeer gelet op de tegenstellingen tussen katholieken en antiklerikalen. Door het antiklerikale kabinet-Combes en zijn medestanders werd de inhuldiging gezien als een republikeins feest. Uiteindelijk gebeurde de inhuldiging zonder incidenten.
In 1994 werd het ruiterstandbeeld beschermd als monument historique.

## Afbeeldingen

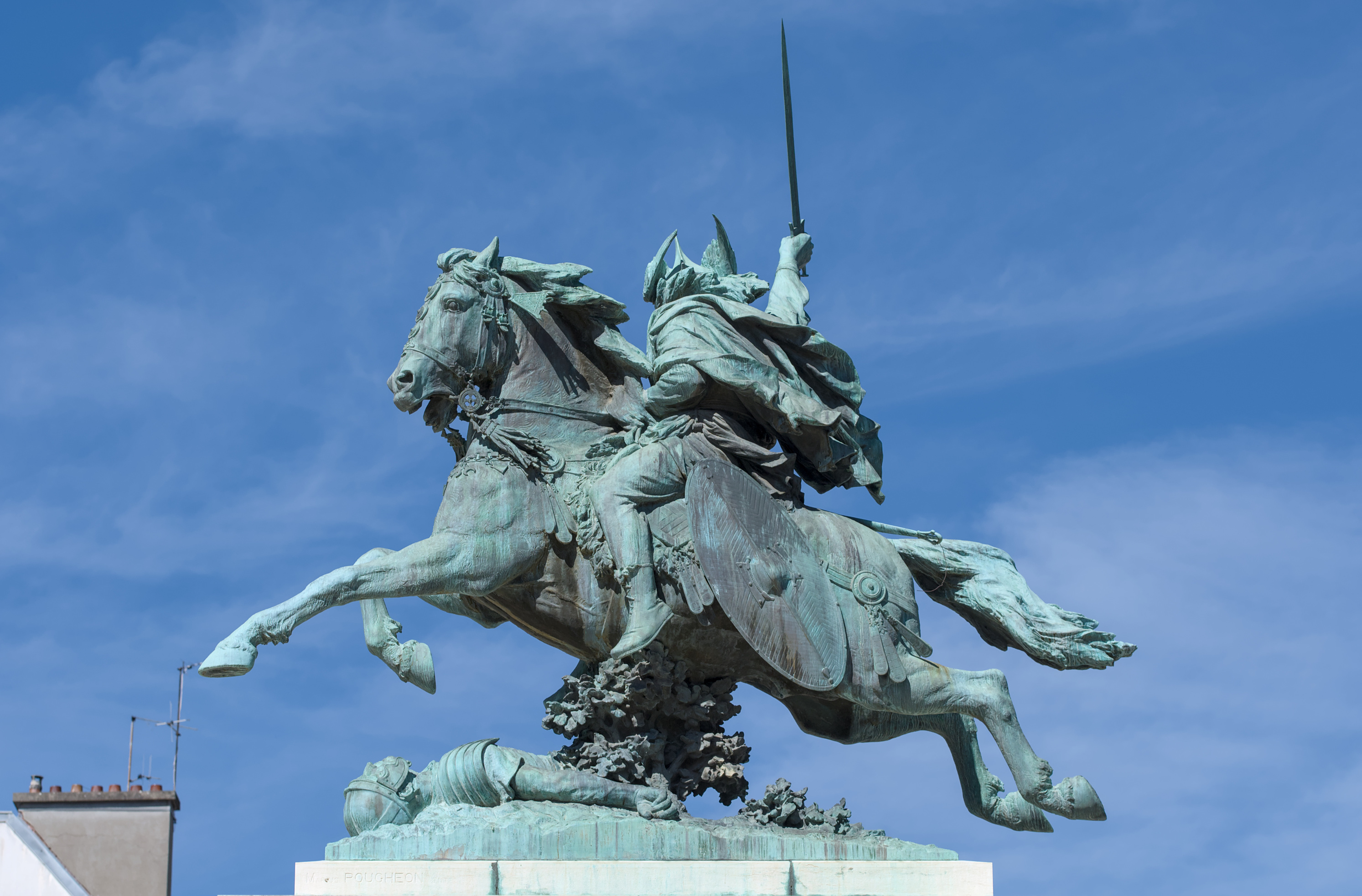
Bronzen beeld (achterzijde)
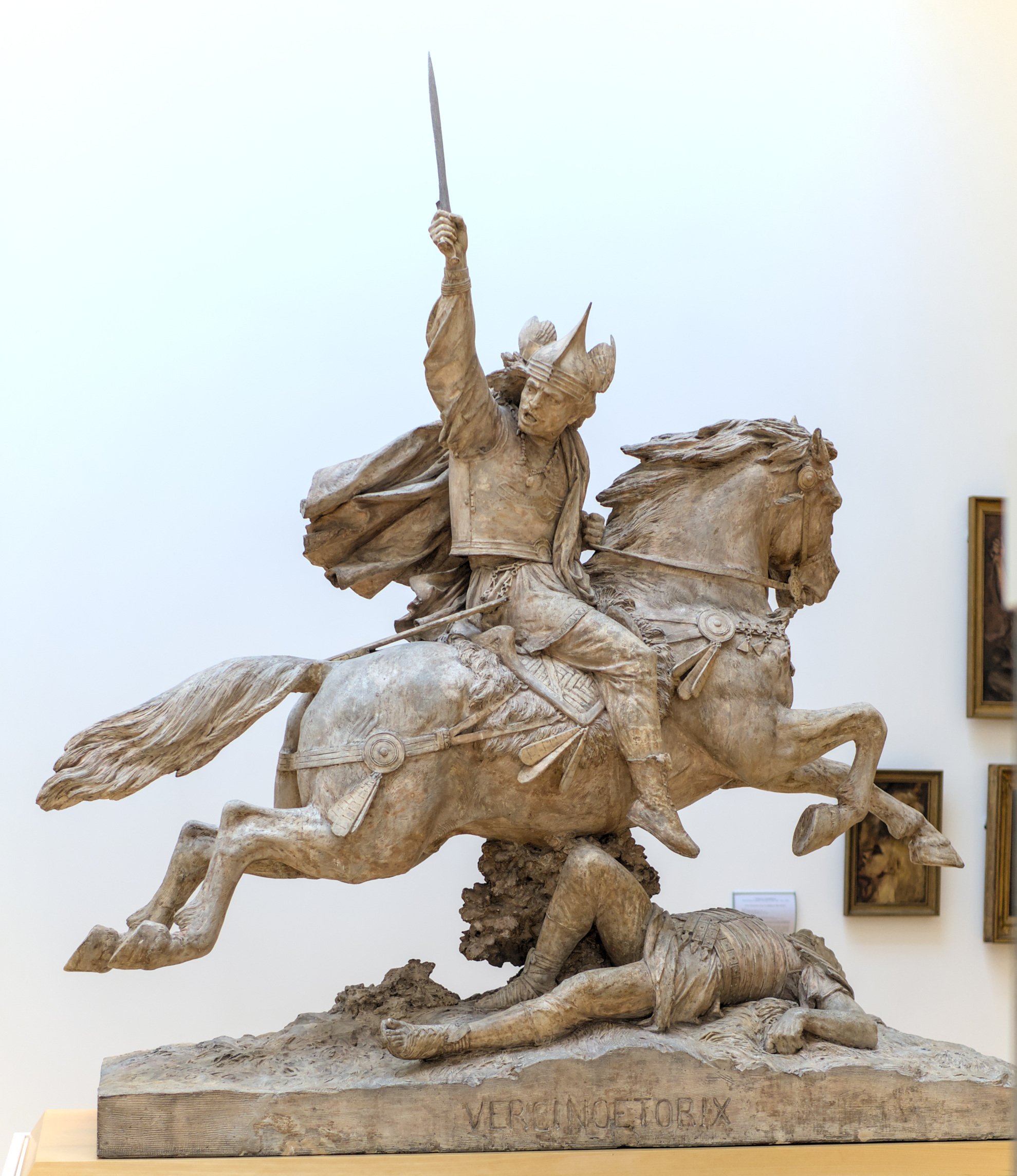
Origineel gipsen model, Musée d'Art Roger-Quilliot
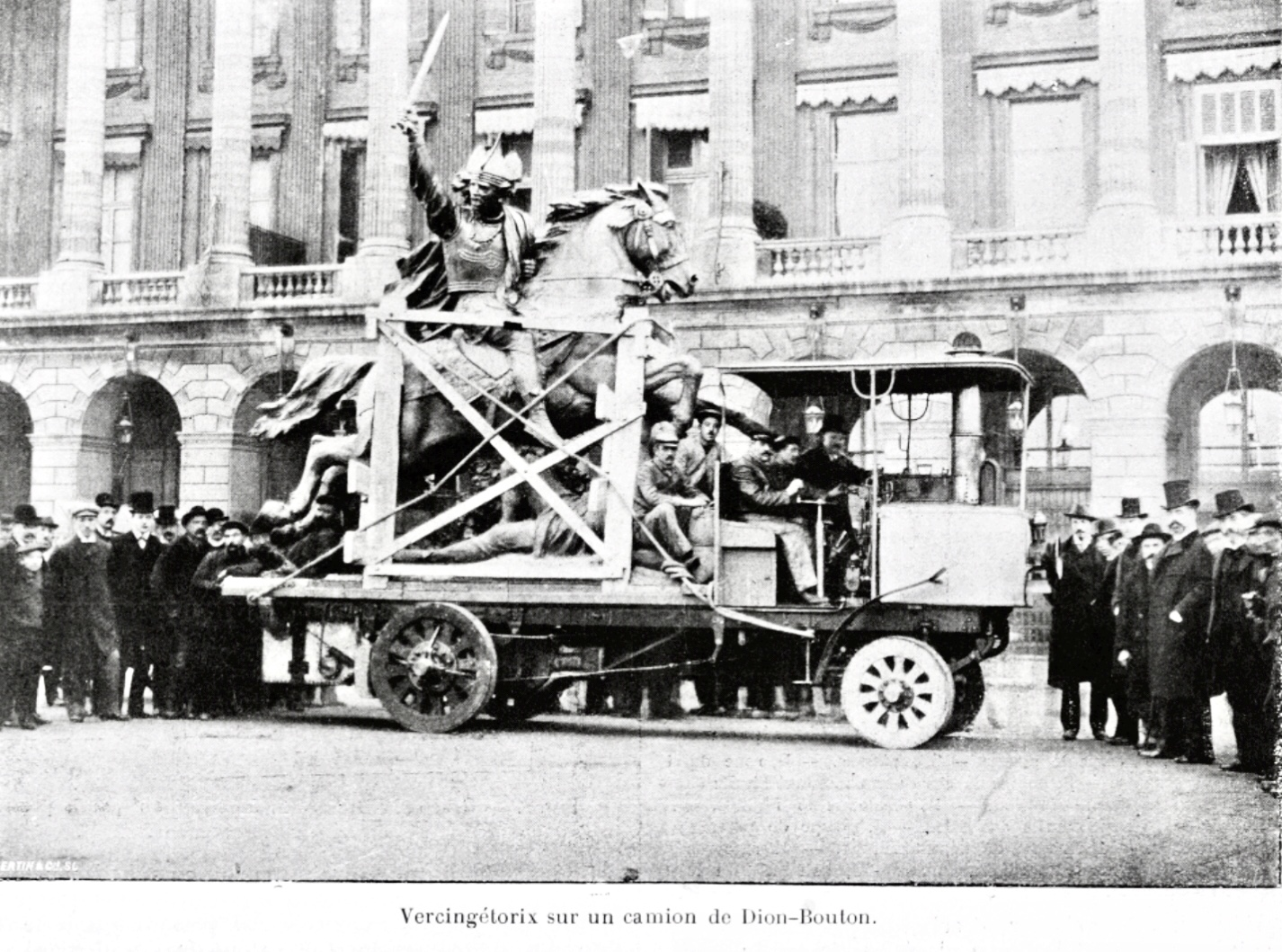
Vervoer per vrachtwagen in 1902
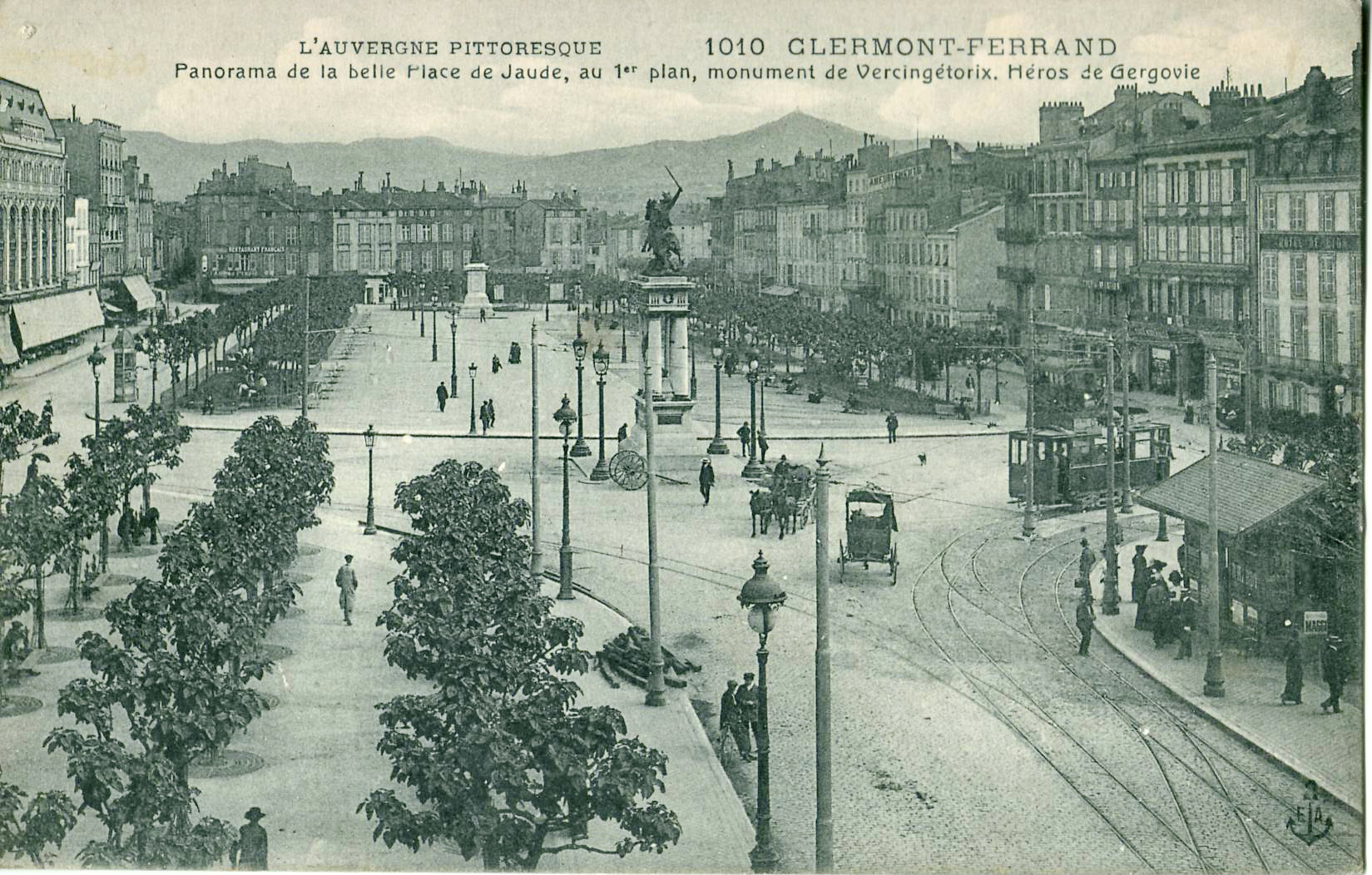
Place de Jaude, begin twintigste eeuw
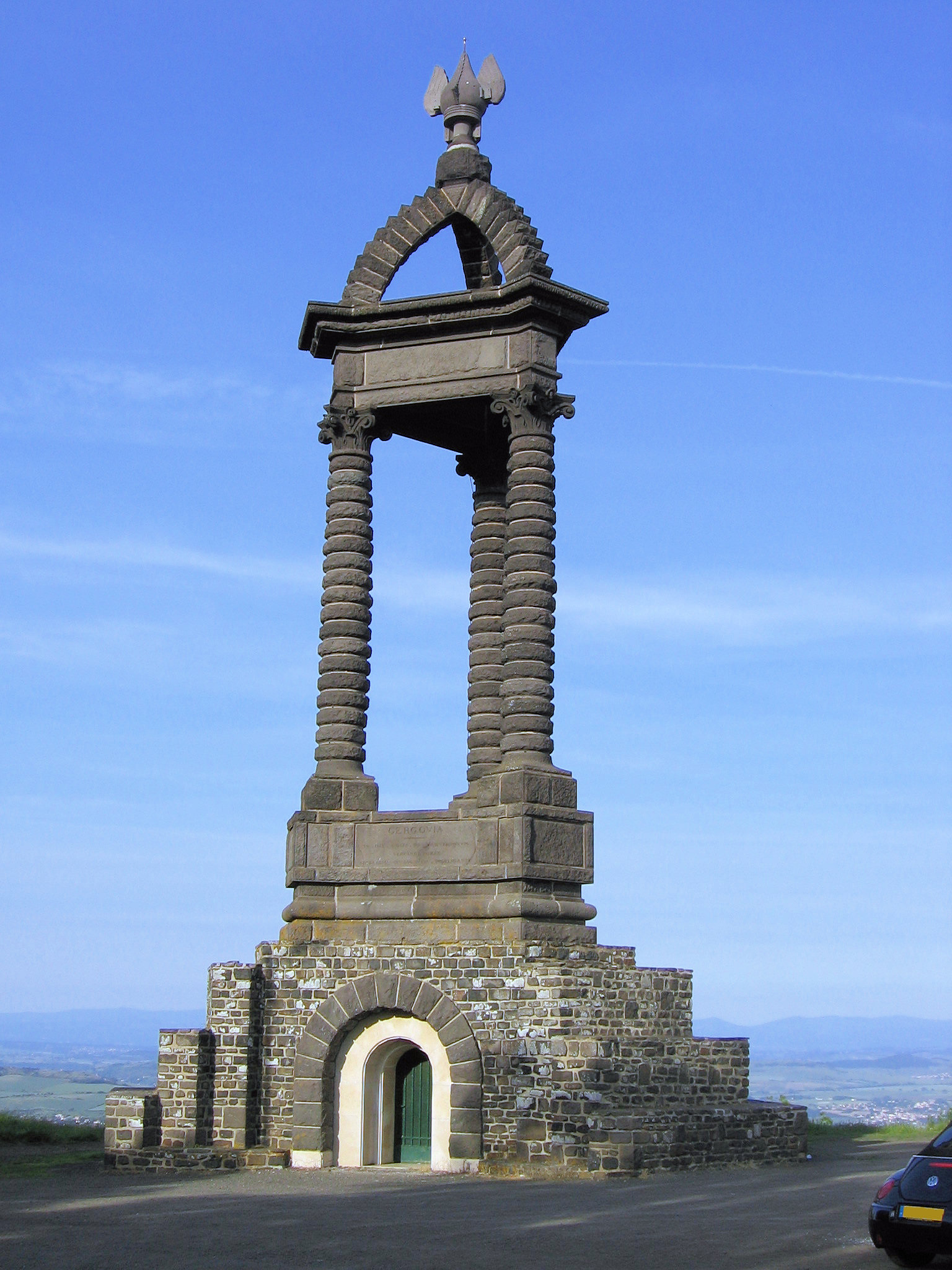
Monument in Gergovia